# Vinnai Győző
Vinnai Győző (Nyírtelek, 1959. december 17. – ) magyar történelem szakos középiskolai tanár, főiskolai docens és politikus; 2010. május 14. óta a Fidesz – Magyar Polgári Szövetség országgyűlési képviselője.

## Életútja
1983-ban diplomázott a József Attila Tudományegyetem Bölcsészettudományi Karán történelem szakos középiskolai tanár (Kelet-Európa speciális képzés) diplomát szerzett. 1998 óta Jean Monnet-professzor. Mestertanári címet kapott 1999-ben. A Nyíregyházi Egyetem Történettudományi Tanszékének oktatója.
2002-ben lett a Fidesz – Magyar Polgári Szövetség nyíregyházai szervezetének tagja. 2002 és 2010 között Nyíregyháza megyei jogú városok közgyűlésének tagja. 2011. január 1. és 2014. május 5. között kormányhivatalt vezető kormánymegbízott.
2010. május 14. óta a Fidesz – Magyar Polgári Szövetség országgyűlési képviselője, jelenleg a Szabolcs-Szatmár-Bereg vármegyei 2. számú országgyűlési egyéni választókerületben.
C típusú középfokú angol nyelvvizsgája van.